# Kościół św. Doroty i św. Jana Ewangelisty w Radomiu
Kościół świętej Doroty i świętego Jana Ewangelisty w Radomiu – rzymskokatolicki kościół znajdujący się obecnie w Muzeum Wsi Radomskiej.
Kościół został zbudowany w 1749 roku w miejscowości Wolanów. Ufundowała go miecznikowa stężycka, Anna Kwaśniewska. W 1896 roku do drewnianej części została dobudowana murowana w stylu neogotyckim. W 1994 roku świątynia została przeniesiona do Muzeum Wsi Radomskiej, ale już bez części murowanej. W 1996 roku budowla została na nowo zestawiona.
Kościół został wzniesiony z drewna i posiada konstrukcję zrębową. Jest obity gontem, jego frontowa część na wysokości dachu posiada szalunki. Zrąb został wykonany z modrzewiowych bali. Jest to budowla orientowana, posiadająca jedną nawę. Jej prezbiterium jest węższe od nawy i zamknięte jest trójbocznie, z boku mieści się zakrystia. Świątynia nakryta jest gontowym dachem dwukalenicowym. Na nim jest umieszczona wieżyczka na sygnaturkę zakończona blaszanym hełmem z latarnią.

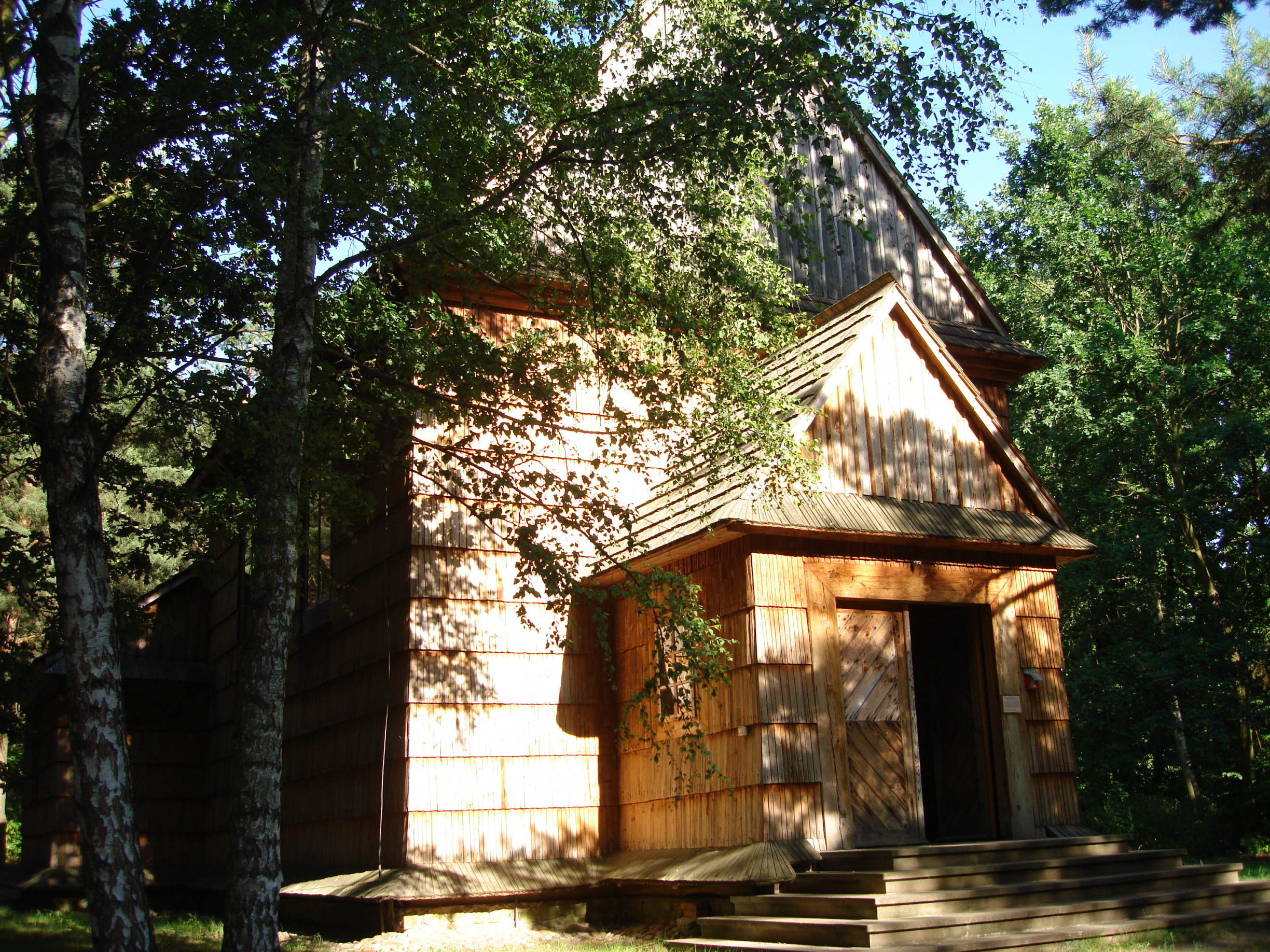
Wejście
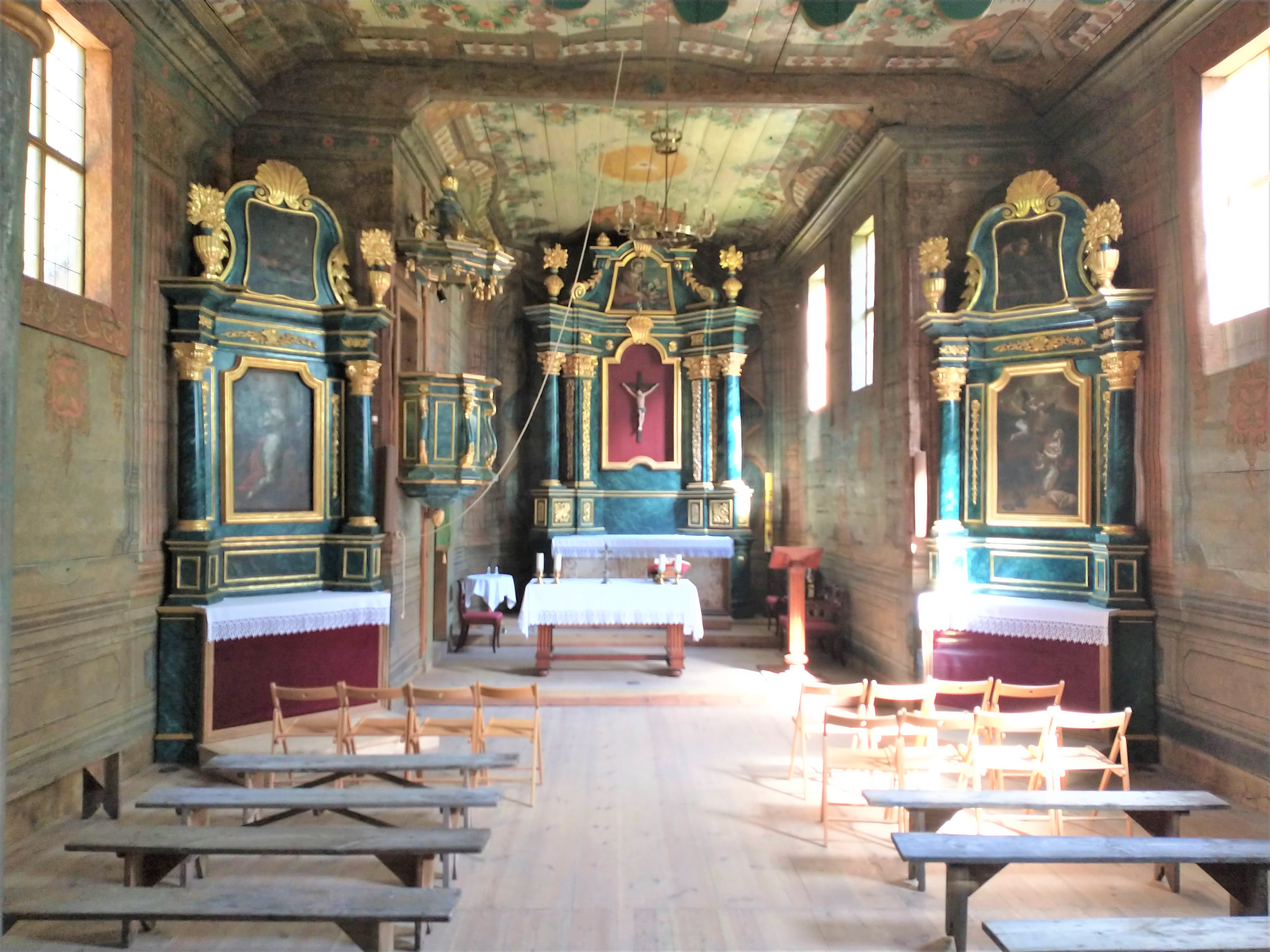
Wnętrze

Wew wnętrzu znajduje się płaski strop. Ściany są ozdobione polichromią z XVIII wieku. Ołtarz główny, dwa boczne i ambona pochodzą z II połowy XVIII wieku i reprezentują styl barokowy. Ławki zostały wykonane w stylu barokowym i klasycystycznym. Kamienna chrzcielnica pochodzi z II połowy XV wieku, reprezentuje styl późnogotycki i jest ozdobiona tarczami herbowymi Łabędź i Tępa podkowa. Kamienna kropielnica reprezentuje styl gotycki. W ołtarzu są umieszczone rzeźby pochodzące z XV i XVI wieku. W suficie są umieszczone otwory wentylacyjne, wkomponowane w polichromię.